# Гостелерадиофонд
Государственный фонд телевизионных и радиопрограмм — филиал ФГУП «Всероссийская государственная телевизионная и радиовещательная компания», осуществляющий архивирование телевизионных и радиовещательных программ (образуют один из крупнейших в мире архивов киновидеоматериалов, звукозаписей и фотоматериалов, записанных до 1999 года).
Материалы фонда отражают историю, культуру и искусство СССР. Коллекция Гостелерадиофонда насчитывает более 3 миллионов единиц хранения, по своим объёмам и разнообразию жанров аналогов данному учреждению среди российских телерадиоархивов нет.

## История

### В подчинении Гостелерадио СССР (1974—1992)
В 1974—1991 годах как государственное учреждение «Всесоюзный фонд телевизионных и радиопрограмм „Телерадиофонд“» подчинялся Государственному комитету СССР по телевидению и радиовещанию. Осуществлял архивирование фонограмм, видеофонограмм и телефильмов как собственного производства ТО «Экран»/ТПО «Союзтелефильм», так и произведённых теле- и киностудиями по заказу ТО «Экран»/ТПО «Союзтелефильм»). Вскоре после создания Всесоюзной государственной телерадиокомпании 8 февраля 1991 года стал подчинён ей.

### В подчинении РГТРК «Останкино» (1992—1993)
В связи с упразднением Всесоюзной государственной телерадиокомпании 7 мая 1992 года был передан РГТРК «Останкино». В этот период продолжалось архивирование передач для повторной выдачи в эфир как Дирекцией программ телевидения РГТРК «Останкино» и Студией «Радио 1», так и другими государственными и коммерческими вещательными организациями: АК «Акцепт» (осуществляла выпуск передач по телепрограмме «М-49»), МНВК и фирма «Телеканал „2х2“».

### Самостоятельное федеральное государственное учреждение (1993—2014)
В декабре 1993 года Гостелерадиофонд был передан в непосредственное подчинение Федеральной службы по телевидению и радиовещанию, однако до 7 мая 1994 года положение о ФСТР долгое время не было принято и фонд продолжал финансироваться совместно с телерадиокомпанией, а 13 декабря 1995 года был утверждён его устав. В период с 15 января 1998 года по 8 декабря 2013 года Гостелерадиофонд был включён в Государственный свод особо ценных объектов культурного наследия народов Российской Федерации. В то же время продолжалось архивирование передач ЦТ/РГТРК «Останкино» для последующей трансляции на различных государственных и частных телеканалах (преимущественно ОРТ/«Первый канал», 31 канал и «Культура»).

### Филиал ФГУП «ВГТРК» (с 2014 года)
9 декабря 2013 года опубликован Указ Президента Российской Федерации № 894 «О некоторых мерах по повышению эффективности деятельности государственных средств массовой информации», предусматривающий ликвидацию «Государственного фонда телевизионных и радиопрограмм» с передачей его функций и имущества ФГУП «Всероссийская государственная телевизионная и радиовещательная компания» (ВГТРК). Процедура передачи была завершена 1 июля 2014 года, и тогда же Гостелерадиофонд стал филиалом ФГУП «ВГТРК».
15 ноября 2017 года были открыты YouTube-каналы, на которых с 18 декабря стали загружаться материалы ГТРФ («Советское телевидение» и «Советское радио»).
30 сентября 2020 года были созданы каналы «Советский юмор» и «Советские фильмы и спектакли». 26 сентября 2019 года каналу «Советское телевидение» была вручена серебряная кнопка YouTube. 20 марта 2018 был создан официальный канал в Telegram. На конец 2021 года канал имеет 2,5 миллиона подписчиков и около 770 миллионов просмотров. В ночь с 11 на 12 марта 2022 года YouTube заблокировал каналы «Советское телевидение. Гостелерадиофонд» и «Советское радио. Гостелерадиофонд». 23 марта оба канала на YouTube были разблокированы.

## Директора
- Юрий Корнилов (1986—1995)[20][21][22]
- Анатолий Высторобец (1996—2003)[23]
- Виктор Осколков (2003—2013)[23]
- Сергей Волков (2013—2016)[24]
- Александр Шафинский (с 2016 года)

### Официальные сайты
- Портал Гостелерадиофонда
- Официальная страница Гостелерадиофонд на портале «Культура.рф»

### Пресса о фонде
- Владимиров, Игорь. Гостелерадиофонд — 1,5 млн аудио-визуальных материалов 1930—1995 годов. Газета «Труд», № 15 (5 февраля 2014). — Для того чтобы сохранить старые теле- и радиопрограммы, остаётся всё меньше времени. Дата обращения: 14 октября 2021.
- Дьякова, Елена. Культурная память? К ликвидации! «Новая газета», № 140 (13 декабря 2013). — Что и зачем уничтожает Указ о ликвидации агентства РИА Новости? Дата обращения: 14 октября 2021.
- «Юмор FM» и Гостелерадиофонд объявили начало сотрудничества. Агентство «Пресс-атташе.Ru». Федеральное агентство по печати и массовым коммуникациям (Роспечать) (15 января 2007). — Новости Медиа сообщества. Дата обращения: 14 октября 2021.
- GTRF.ru: записи общей продолжительностью 15 лет. «Компьютерная газета» (29 апреля 2005). Дата обращения: 21 октября 2021.